# BMW K 1200 S
Die BMW K 1200 S ist ein Motorrad der Kategorie Sporttourer des deutschen Fahrzeugherstellers BMW und war bis Ende 2008 das stärkste Serienmotorrad aus deutscher Produktion. Das vollverkleidete Motorrad wurde im Juli 2004 vorgestellt und ab Frühsommer 2005 verkauft. Ursprünglich war der Verkaufsstart schon im September 2004 vorgesehen, musste aber wegen Qualitätsproblemen im Werk verschoben werden. Im August 2008 wurde die Produktion zugunsten des Nachfolgemodells BMW K 1300 S eingestellt.
Vergleichbare Konkurrenzmodelle sind die Suzuki Hayabusa 1300 oder Kawasaki ZZR 1400.
Das S in der Verkaufsbezeichnung bedeutet Sport, der interne Werkscode lautet K40.
Die offiziellen Verbrauchswerte auf 100 km liegen bei 4,7 Liter (Super Plus, bei konstant 90 km/h) bzw. bei 5,5 l (bei konstant 120 km/h). Bei zügigen Testfahrten wurden gemischte Verbrauchswerte von 6,3 l Super Plus gemessen. Der Listenpreis für die Basisversion lag im Herbst 2006 bei 15.200 Euro.
Von der K1200S gibt es noch die Schwestermodelle K1200R (Power roadster K43) K1200R Sport (halbverkleideter Sporttourer K43 HV) und dem Reisetourer K1200GT (K44).

## Beschreibung

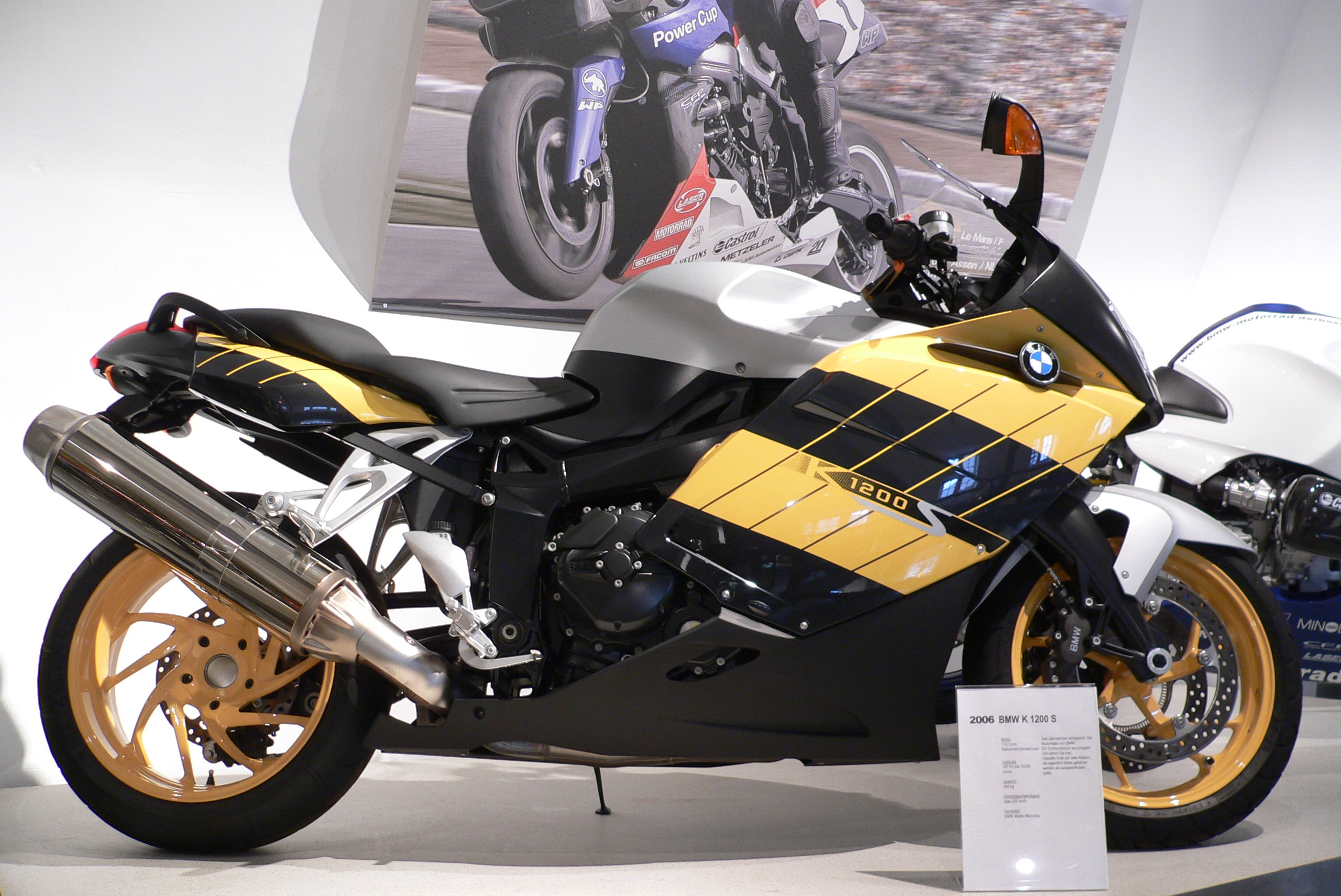
BMW K 1200 S von 2006 im Zweirad-Museum Neckarsulm

### Motor
Für die K-Modelle ab der K 1200 S hatte BMW Motorrad einen völlig neuen wassergekühlten Vierzylindermotor entwickelt. Der Motor wird mit 8 Schrauben starr im Chassis befestigt. Der Reihenmotor wurde querliegend eingebaut und die Zylinderbank mit 55° extrem weit nach vorne geneigt. Durch diese Einbaulage wird ein zweiter Winkeltrieb erforderlich, weil der Endantrieb mit einer Gelenkwelle anstelle des segmenttypischen Kettenantrieb erfolgt. Das 6-Gang-Getriebe kann wahlweise auch mit einem Schaltassistenten geordert werden.
Das Triebwerk ist mit zwei obenliegenden Nockenwellen und vier Ventilen pro Zylinder, elektronischer Einspritzung und geregeltem Drei-Wege-Katalysator ausgestattet. Der Vibrationsausgleich erfolgt mit zwei gegenläufige Ausgleichswellen nach dem Lanchester Prinzip.
Bei einem Hubraum von 1.157 cm³ erzeugt der Motor eine Nennleistung von 123 kW (167 PS) bei einer Drehzahl von 10.250 min−1. Das maximale Drehmoment gibt der Hersteller mit 130 Nm bei 8.250 min−1 an. Die Höchstgeschwindigkeit wird vom Hersteller mit „über 200 km/h“ angegeben; laut Testberichten sind es etwa 280 km/h. Die Beschleunigungswerte liegen nach diesen Tests von 0 auf 100 km/h bei 2,8 Sekunden, von 0 auf 200 km/h bei ca. 8,5 Sekunden.

### Fahrwerk
Das Fahrwerk ist eine komplette Neuentwicklung. Sie wurde erforderlich, weil der Motor gegenüber dem Vorgänger K1200RS quer zur Fahrrichtung ins Chassis verbaut wurde und die Evo Paralever Hinterradführung mit Pro-Link und obenliegender Momentenabstützung ausgeführt wurde. Die Einarmschwinge wurde sehr torsionssteif in Aluminiumguss ausgeführt.
Der Hauptrahmen ist eine Aluminium-Schweißkonstruktion aus Gusskomponenten, Strangpressprofilen und Hydroforming-Profilen. Er besteht aus einem Steuerkopf, der die Lenkung aufnimmt, dem Lagerbock, der die beiden Längslenker und das vordere Federbein lagert, zwei Motortragböcken und einem vierteiligen Heckteil. Der vordere und hintere Hauptrahmen wird mit zwei Hydroforming-Profilen verbunden. Der Hauptrahmen wurde von Hartwin Falk entwickelt, der auch schon für die Rahmen der K75, K100RS, K1, K1100 und  K1200 verantwortlich war. Der Heckrahmen ist mit unter 2 kg der Benchmark in dieser Fahrzeugklasse, weil die K1200S als Sportler trotzdem 200 kg Zuladung besitzt. Er stammt aus der Feder von Frank Lanner. Die Rahmen werden im BMW-Werk Berlin gefertigt.
Das Hinterrad wird von einer Einarmschwinge aus Aluminiumguss mit Paralever geführt. Das hintere Federbein ist mit einem Pro-Link System an Rahmen und Schwinge angebunden.
Das Vorderrad wird von dem erstmals in einem Serienmotorrad verwendeten Duolever-Hebelsystem mit Zentralfederbein geführt.
Das Duolever System hat ähnlich dem Telelever der K1200RS einen Bremsnickausgleich, der beim Anbremsen über Hindernissen noch Federwegreserven besitzt und ein hartes Durchschlagen verhindert.
Eine weitere Besonderheit des Duolevers ist die Entkopplung von Radführung über die Längslenker, Federung über das Zentralfederbein und der Lenkung über ein Scherengestänge, während bei einer Teleskopgabel all diese Funktionen integriert sind, aber deshalb auch nicht unabhängig abgestimmt werden können.
Trotz des langen Radstands ist die K1200S erstaunlich handlich. Die Fahrstabilität ist auch bei Geschwindigkeiten über 250 km/h tadellos.

### Federung
Die Federvorspannung und die Zugstufendämpfung hinten können per Hand (auf Wunsch auch elektronisch) hydraulisch stufenlos eingestellt werden, bei der Sonderausstattung Electronic Suspension Adjustment (ESA) ist auch die Druckstufe hinten und die Zugstufe vorne elektronisch einstellbar. Die elektronischen Verstellmöglichkeiten können auch während der Fahrt genutzt werden.

### Bremsen
Die BMW K 1200 S war zu Produktionsbeginn serienmäßig mit dem Integral-ABS von FTE automotive ausgestattet, bei dem der Handbremshebel gleichzeitig auf das Vorder- und Hinterrad wirkt. Das System hatte konstruktive Schwächen. Seit Mitte August 2006 wurde das Motorrad daher mit dem Teilintegral-ABS von Continental Teves (ohne Bremskraftverstärker) ausgeliefert. Auf Wunsch war auch eine konventionelle Bremsanlage erhältlich.

## Kritiken
„Die K 1200 S verdankt ihren Sieg ihren guten Allround-Eigenschaften und ihrem tollen Fahrwerk, das in Kombination mit dem aufpreispflichtige ESA dicke Pluspunkte einfährt. Der Motor hat nicht ganz die Klasse und Laufkultur der japanischen Konkurrenz, aber die resultierenden Fahrleistungen sind durchaus beachtlich. Die Passagiere fühlen sich auf der K am besten untergebracht, weil sie nicht so extrem auf Sport getrimmt ist wie die Konkurrenz.“

„Beim Schleichen durch Städte reagiert die Bremse zu extrem. Kaum ist der Finger am Hebel, fliegt der Anker voll raus. Von feinfühliger Dosierbarkeit ist die Vorderradbremse so weit entfernt wie Tokio von Tauberbischofsheim. Das Umgekehrte gilt für die Hinterradbremse: Nur kräftiges Treten bewirkt was. Nicht gerade optimal, aber an die beiden Bremsen kann man sich gewöhnen. Auch an die herben Lastwechselreaktionen des Kardans. Oder das hakige Getriebe und die harte Gasannahme.“